# Patrick Blackett
Patrick Maynard Stuart Blackett, Baron Blackett OM CH FRS (født 18. november 1897, død 13. juli 1974) var en britisk eksperimentel fysiker, der er kendt for sit arbejde med tågekamre, kosmisk stråling og paleomagnetism. Han modtog nobelprisen i fysik i 1948 for sine undersøgelser af kosmisk stråling ved brug sin opfindelse med styret tågekammer.
I 1925 blev han den første person, der beviste, at radioaktivitet kunne forårsage kernetransmutation og få et grundstof til at blive omdannet til et andet. Han lavede også stor bidrag til anden verdenskrig, hvor han rådgav om militærstrategi og udviklede operationsanalyse. Hans venstreorienterede syn på verden fik afløb i den tredje verden, og i indflydelse på Labourregeringen i 1960.